# Frame Relay
In telecomunicazioni Frame Relay (o Frame-mode Bearer Service) o Trasmissione a frame è un protocollo di rete ed una tecnica di trasmissione a commutazione di circuito virtuale, e specifica sia il livello fisico sia il livello data link che utilizza il protocollo stesso utilizzando la commutazione a pacchetto. 

## Storia
Fu introdotta dalla ITU-T a partire dalla raccomandazione I.122 del 1988.
Originariamente progettata per la comunicazione di infrastrutture su tecnologia ISDN, viene usata oggi in diversi contesti di rete.

## Caratteristiche
Può essere pensato come una linea virtuale affittata tra 2 punti tra i quali si possono inviare frame di lunghezza variabile. Rispetto a X.25 fornisce un servizio minimale: non fornisce infatti informazioni sull'avvenuta ricezione e non fornisce controllo di flusso (garantendo così una latenza minore), ma permette a più circuiti virtuali (VC "Virtual Circuit") di condividere una singola linea trasmissiva e permette di connettere router e bridge remoti senza passare dall'X.25. Rappresenta dunque un'evoluzione più efficiente rispetto a X.25.
Permette di inviare dati con “banda a richiesta”: l'utente può richiedere banda più alta secondo il bisogno. Comunque si possono specificare sia una banda minima garantita sia la banda massima. Implementa usualmente solo il livello data-link (livello 2 del modello OSI), quindi può essere usato, per esempio, come collegamento per IP su Internet. Viene usato per connettere diverse LAN su WAN, dal momento che permette di trasmettere frame di dimensione massima 8192 byte, e può mandare pacchetti senza problemi di frammentazione. Simula quindi una LAN estesa su WAN.
È meno costosa di altre tecnologie WAN più evolute come ATM o T-lines (link dedicati o SONET).

## Struttura dei frame

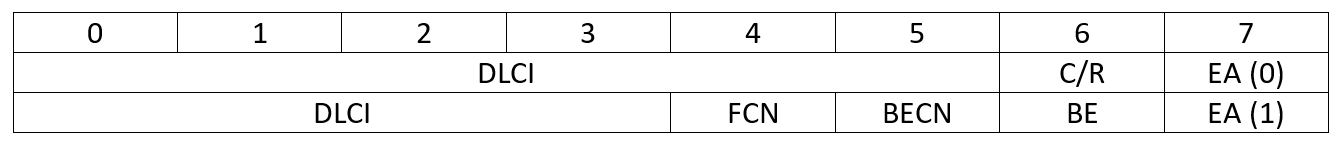

Frame Relay prevede l'uso di circuiti virtuali individuati da un numero DLCI (Data Link Connection Identifier), il quale identifica il circuito logico. I frame hanno la lunghezza stabilita in fase di negoziazione della connessione.
Il frame è formato da una DATA LINK (DL-CORE, DL-CONTROL), da un campo FLAG (identico a quello dell'HDLC, quindi con i flag N(R) ed N(S)), da un campo address (2,3, o 4 ottetti) con funzione di controllo congestione, da un Frame Check Sequence (o FCS) e dal Cyclic redundancy check (o CRC).
Un frame non può superare gli 8192 byte compresi header, flag, e byte di controllo detti FCS (Frame Check Sequence); gli standard più recenti consigliano 1600 byte come dimensione massima complessiva.

## Esempi applicativi
- La tecnica Frame Relay è utilizzata dalla tecnologia ISDN e nella rete GSM per le comunicazioni tra il BTS e la rete telefonica fissa.
- Le reti Frame Relay pubbliche vengono utilizzate per veicolare pacchetti IP.